# Leptophis haileyi
Espèce
Leptophis haileyi est une espèce de serpent de la famille des Colubridae.

## Répartition
Cette espèce est endémique de Tobago à Trinité-et-Tobago.

## Étymologie
Cette espèce est nommée en l'honneur d'Adrian Hailey.

## Publication originale
- Murphy, Charles, Lehtinen & Koeller, 2013 : A molecular and morphological characterization of Oliver’s parrot snake, Leptophis coeruleodorsus (Squamata: Serpentes: Colubridae) with the description of a new species from Tobago. Zootaxa, no 3718 (6), p. 561–574.